# Mesochorus mirabilis
Mesochorus mirabilis är en stekelart som beskrevs av Schwenke 1999. Mesochorus mirabilis ingår i släktet Mesochorus och familjen brokparasitsteklar. Inga underarter finns listade i Catalogue of Life.